# Wilkau-Haßlau
Wilkau-Haßlau es un municipio situado en el distrito de Zwickau, en el estado federado de Sajonia (Alemania), a una altitud de 280 metros. Su población a finales de 2016 era de unos 10 000 habitantes y su densidad poblacional, 800 hab/km².